# Indischer Rippen-Falterfisch
Der Indische Rippen-Falterfisch (Chaetodon trifasciatus) lebt in den Korallenriffen des tropischen Indischen Ozeans von der Küste Ostafrikas bis nach Bali, wo sich sein Verbreitungsgebiet mit dem der pazifischen Schwesterart Chaetodon lunulatus überlappt. Im Roten Meer wird er durch Chaetodon austriacus ersetzt.

## Merkmale
Der Indische Rippen-Falterfisch wird 15 Zentimeter lang und hat eine ovale, fast runde Körperform. Die Schnauze steht kaum vor. Von seiner pazifischen Schwesterart unterscheidet er sich durch die hellblaue Grundfärbung, Chaetodon lunulatus ist eher gelblich, und durch den orangen Schwanzflossenstiel. Bei allen Falterfischen der Untergattung Corallochaetodon ist der Schwanzflossenrand transparent.
Flossenformel: Dorsale XIII–XIV/20–22, Anale III/18–21.

## Lebensweise
Indische Rippen-Falterfische leben in Paaren, die lebenslang zusammen bleiben, in sehr flachem Wasser in Tiefen von zwei bis zwanzig Metern. Bevorzugt werden korallenreiche Lagunen und geschützte Außenriffe. Die Fische sind territorial und aggressiv gegenüber anderen Chaetodon-Arten. Als Nahrungsspezialisten ernähren sie sich ausschließlich von den Polypen der Steinkorallen, vor allem von Pocillopora, zwischen deren Ästen auch die Jungfische ihr sehr verstecktes Leben führen.